# サイボーグしばた
『サイボーグしばた』は、テレビ東京系の深夜番組『アイドルをさがせ!』内で2001年7月31日から10月2日まで放送されたミニドラマ。

## 概要
- 監督は（株）エス・エス・エムのおおなりてつや。メロン記念日の柴田あゆみが主演しており、メロン記念日の他のメンバーや平家みちよが共演している。
- テレビ放映時は、各話の放映前後にモーニング娘。のメンバーが解説や感想のコメントを述べており、DVDにもその一部が収録されている。
- 『アイドルをさがせ!』終了後の2004年、続編『新サイボーグしばたっ!!』が製作・発表された。上映会に徹夜組が出る等の熱烈な支持を受け、オリジナルDVD作品として一般発売された。この作品には、ハロー!プロジェクトからは当時モーニング娘。メンバーで、柴田あゆみと仲が良い事でも知られる石川梨華、同じく当時モーニング娘。の紺野あさ美、カントリー娘。の里田まいが出演している。
- 2004年9月18日（土）、第8回水戸短編映画祭の招待上映部門において、水戸芸術館ACM劇場で全篇公開された。
- 3作目の『闘え!!サイボーグしばた3（さん）』も2005年9月にオリジナルDVD作品としてリリースされた。この作品には『新サイボーグしばたっ!!』の登場人物に加え、新たにモーニング娘。から道重さゆみが出演している。

## あらすじ
- 『サイボーグしばた』

ごく普通の高校生・柴田あゆみは、マッドサイエンティスト・大山田俊彦の巧妙な罠にはまり、全ての能力が10倍の「サイボーグしばた」に改造されてしまった。辛うじて脳改造前に大山田の元から逃れたものの、彼女の能力はスピードやパワーはおろか、感じる痛みも10倍、食欲も10倍、寝坊の遅さも10倍…と、何もかもが10倍と言う無茶苦茶な物だった。自分の能力に戸惑うサイボーグしばたと、しばたを捕らえようとあの手この手を画策する大山田達が、様々な珍騒動を巻き起こす。
- 『新サイボーグしばたっ!!』

前作の最終回で研究所は爆発、大山田と助手のミス・ヘイケが失踪。その2年後、しばたは大学生となり、アシスタント3人娘は細々と研究所で働いており、平穏な日々が続いていた。しかし、記憶喪失となってパン屋で働いていた大山田が偶然の事故で記憶を取り戻し、しばた奪回の為に活動再開。しばたと大山田達の新たな珍騒動が始まる。
- 『闘え!!サイボーグしばた3』

前作の最終回で、爆破事故でまたもや大山田研究所は消滅。その1年後、大山田は里田ベーカリーでパン職人として居候、アシスタント3人娘はそれぞれ別の地方で仕事をし、研究所再開の為の資金集めを行っていた。しかし、大山田がその間に書いていた自伝的小説が思い掛けず大ヒットし、1年間で借金返済と研究所の再建設を達成。4人は再々集結し、研究所を再開。いつも通りしばたを捕らえる作戦を開始する。

## 登場人物
- 柴田あゆみ（演：柴田あゆみ）

ごく普通の高校生だったが、大山田の改造を受けて全ての能力が10倍の「サイボーグしばた」となってしまう。母と祖父との3人暮しで、スイカとカレーライスが好物。私服は赤系を基調としている。
- 大山田俊彦（演：ホリケン。）

大山田研究所の所長を務めるマッドサイエンティスト。ズワイガニを大量捕獲し安値でダンピング販売する「大山田カニ商会」を設立するという野望を抱き、一般市民を騙しズワイガニ捕獲作業員としてサイボーグに改造しようと企む。
- ミス・ヘイケ（演：平家みちよ（現：みちよ））

大山田の助手。大山田を心底から慕っている。普段は大学講師として働き、大山田研究所の運営費を支えている。『新〜』以降には未登場。
- 研究所員 斉藤（演：斉藤瞳）

大山田のアシスタント3人娘のリーダー格。計算高い性格で、口が悪い。服装はピンク系。
- 研究所員 大谷（演：大谷雅恵）

大山田のアシスタント。おっとりした性格。時折オヤジギャグを口にする。レジ打ちのバイトで研究所の運営費を支えている。服装はグリーン系。
- 研究所員 村田（演：村田めぐみ）

大山田のアシスタント。ド近眼で眼鏡を常用。非常に気が弱い。服装は水色系。全編通してのお下げ髪スタイルは演出によるもの。
- 柴田清三郎（演：上原袈裟俊）

あゆみの祖父。悠々自適な70歳。おっとりとした性格だが、軍隊経験者の為か躾に厳しい時もある元国鉄職員。テレビの時代劇が好き。
- 柴田三津子 （演：司馬山洋子）

あゆみの母。少し心配性で能天気な44歳。あゆみの変化に気付いているが、全く気にしていない模様。
- 里田まい（演：里田まい）

『新サイボーグしばたっ!!』以降に登場。里田ベーカリーの一人娘。前作最終回で記憶喪失となった大山田の面倒を見ていた。
実の家族にも常にフルネームで「里田まい」と呼ばれる。大山田の作戦に面白半分で協力する。服装は黄色系。
- 紺野あさ美（演：紺野あさ美）

『新サイボーグしばたっ!!』以降に登場。大山田によりあらゆる能力が10.5倍の「サイボーグこんの」として改造され、打倒しばたの為の刺客として送り込まれる。服装はオレンジ系。
- キャロライン石川（演：石川梨華）

『新サイボーグしばたっ!!』のみ登場。記憶喪失時の大山田がフランスでパン職人の修行をしていた頃に住んでいたアパートの娘。実はフランス政府公認の秘密諜報員で、大山田に協力して情報戦でしばたを苦しめる。
フランス人を名乗っているが、日本の事に大変詳しい。
- 道重さゆみ（演：道重さゆみ）

『闘え!!サイボーグしばた3』に登場。数多くの企業を傘下に持つ「道重財閥」（荒川界隈ではかなり有名らしい）の一人娘。途轍もない世間知らずで誰よりも注目されなければ気が済まない性格。執事らを率い下町を探索していた所へしばたが現れ超人的能力を発揮、皆の注目がしばたに向いてしまった事に立腹し、復讐の為大山田研究所の門を叩く。

## DVD
- アイドルをさがせ! コレクション Vol.1（2002年12月4日）

『サイボーグしばた』を全話収録。
- 新サイボーグしばたっ!!（2004年9月29日）

『サイボーグしばた』『新サイボーグしばたっ!!』を全話収録。
- 闘え!!サイボーグしばた3（2005年9月28日）

## 各話リスト
- 『サイボーグしばた』

1. サイボーグ少女誕生!?
2. しばたの悲しみ大山田の野望!?
3. 明日に向かって突っ走れ!?
4. 怪奇!?カメレオン女
5. ヘラクレスと呼ばれた男!?
6. 小さな恋のバラード!?
7. 青年は階段をめざす!?
8. 村田さんにおまかせ!?
9. さらば愛しのサイボーグしばた!?

- 『新サイボーグしばたっ!!』

1. しばたふたたび!?
2. 地獄からの使者あらわる!?
3. 天才卓球少女しばた!?
4. 爆笑!?大山田お笑いオンステージ!
5. しばたを超えた女!?
6. しばたを捕まえて北海道へ行こう!?

- 『闘え!!サイボーグしばた3』

1. 再々始動!?不滅のマッドサイエンティストたち
2. だまってワシについて来い!?
3. うわさのセクシーベーカリー!?
4. 悪魔のようなあいつ!?
5. 戦慄のローレライ!?
6. しばたよ永遠にっ…

## 関連作品
- 『飛び出せ!アルバイトしばた』

『サイボーグしばた』に続き、おおなり監督とメロン記念日のタッグで作られたミニドラマ。高校の卒業旅行の為にアルバイトを始めた柴田達の奮闘を描く。テレビ東京系の『ハロー!モーニング。』内で2002年4月27日～8月4日までの間、放映された。全10話。DVD等への収録は無し。
- 『スターブレイザー大作戦』

おおなり監督の出世作的作品。インディーズムービーとして2000年に発表され、いくつもの賞を獲得。特撮SF物のパロディ的内容で、主演は児山武志（『サイボーグしばた』第7話で階段降り競争を挑んで来た謎の男役）。この作品の評判をきっかけに『サイボーグしばた』の監督に抜擢された。おおなり作品独特のナレーションや「つづけ」のテロップ等はこの作品から。全36分で自主制作ビデオとして販売されていた。
- 『キャプテンしばた』

『アイドルをさがせ!』内で『サイボーグしばた』に続く形でメロン記念日主演で作られた、卓球部を舞台にした学園ドラマ。ココナッツ娘。が出演。2001年10月30日 - 12月25日まで放送された。監督はエス・エス・エムの笠木望で作風は他と異なる。全9話。DVDアイドルをさがせ!コレクション Vol.2（2002年12月4日発売）に収録。

## その他
同じエス・エス・エムが制作しているテレビ東京系深夜・ミニ帯番組 シリーズのうち、
- 魔女っ娘。梨華ちゃんのマジカル美勇伝にはメロン記念日のメンバーがサイボーグしばたでのキャラクターのまま登場した。
- 娘DOKYU!では第2クールで『闘え!サイボーグしばた3』の撮影や上映会の模様が流された。

『新サイボーグしばたっ!!』第4話に登場する、駆け出し中の漫才コンビ「うどん粉忍者」役を演じたのはザ・パンチ。

## 関連事項
- サイボーグ